# Boerenkrijg (televisieserie)
Boerenkrijg (ook wel bekend onder de titel "De Boerenkrijg") was een BRT-sitcomserie die in 1999 liep op Eén en handelde rond de gebeurtenissen in het historische Vlaanderen tijdens de Franse Revolutie in 1798, maar met verwijzingen naar vandaag. Tijdens de Boerenkrijg vochten Vlaamse boeren tegen de Franse soldaten van Napoleon. De serie werd geschreven door Frans Ceusters in een regie van Willy Vanduren en Guy Lee Thys. In totaal werden 13 afleveringen gemaakt, die elk een half uur duurden.

## Situering en humor
De serie draait rond de belevenissen in de herberg "Polle Post" anno 1798. Tijdens de Boerenkrijg nemen Commandant Aimé, Sergeant Lafayette en hun eenheid intrek in de herberg en de stallingen. Uitbaatster Bertha ziet de soldaten graag komen om haar commerce te onderhouden maar haar man Gust en dochter Sofie maken deel uit van het verzet. Ivonne, de zus van Gust, woont ook in de herberg en snakt als oude vrijster naar haar eerste liefde, iets waarvoor de Franse commandant in aanmerking komt. Buurman De Gans is zelfverklaarde Brigandleider en minnaar van herbergdochter Sofie en in beide functies even weinig getalenteerd. Sergeant Lafayette tracht met de meest idiote ideeën promotie te bekomen, maar stuit telkens op het even idiote verzet van de lokale bewoners. Wanneer ook pastoor Leonardus Lanckrock onderduikt in de herberg stapelen de misverstanden zich al snel op.
De meeste scènes spelen zich af in de herberg of de aanpalende stallingen maar soms wordt er door middel van buitenopnames ook uitgeweken naar een andere locatie.

## Hoofdrollen
- Griet Debacker: Bertha Decock (uitbaatster van de herberg)
- Kurt Defrancq: Gust Peemans (man van Bertha - barbier, postmeester & tandarts)
- Fania Sorel: Sofie Peemans (dochter van Bertha & Gust)
- Fred Van Kuyk: Leonardus Lanckrock (ondergedoken pastoor)
- Nicky Langley: Ivonne Peemans (zuster van Gust)
- Frank Hofmans: De Gans (Brigandleider - handelaar)
- Marc Schillemans: Commandant Aimé de Charleville (Frans soldaat - salon-militair & rokkenjager)
- Marc Lauwrys: Sergeant Louis Lafayette (Frans soldaat - carrièremaker)

## Afleveringen
| Nr | Titel                                  | Gastrollen                                           |
| -- | -------------------------------------- | ---------------------------------------------------- |
| 1  | De Fransozen                           |                                                      |
| 2  | Bedden                                 | Walter De Groote                                     |
| 3  | Lanckrock                              |                                                      |
| 4  | Vrijheid, Gelijkheid & Broederlijkheid | Frans Maas, Anton Cogen & Ernst Van Looy             |
| 5  | Het Gemeentehuis                       |                                                      |
| 6  | Beaumont                               | Hans De Munter                                       |
| 7  | Pruimen                                | Hilde Gijsbrechts                                    |
| 8  | De Luchtballon                         | Rudi Delhem                                          |
| 9  | Conscriptie                            | Wim Peeters & Ugo Prinsen                            |
| 10 | Zondag                                 | Sarah Van Hoezen & Peter Bulckaen                    |
| 11 | De Bevelhebber                         | Jo Decaluwe                                          |
| 12 | Het Kanon                              | Peter Thyssen                                        |
| 13 | Napoleon                               | Steve De Schepper, Dimitri Verhoeven & Dirk Vermiert |

## Trivia
- In 2014 werd deze serie uitgebracht op een dubbel-DVD binnen de VRT Klassiekers reeks.
- Sergeant Lafayette haalt regelmatig liedjes aan in de serie, dit zijn vaak verfranste versie van hedendaagse Vlaamse liedjes